# 라이사 소베라노
라이자 소베라노(Liza Soberano, 1998년 1월 4일 ~ )는 필리핀, 미국의 배우이다.